# مرکز کتابخانه رایانه‌ای پیوسته
مرکز کتابخانه رایانه‌ای پیوسته (انگلیسی: Online Computer Library Center، به اختصار  اُسی‌ال‌سی)؛ یک خدمات کتابخانه‌ای رایانه‌ای باعضویت، ناسودبر و یک سازمان تحقیقاتی است که که با هدف گسترش دسترسی عمومی به اطلاعات و کاهش هزینه‌های دسترسی فعالیت می‌کند. این سازمان در سال ۱۹۶۷ به عنوان مرکز کتابخانه دانشگاه اوهایو به وجود آمد و حدود ۶۹ کتابخانه در بیش از ۱۲۰ نقطه جهان از خدمات این سازمان بهره‌مند هستند.
او.سی.ال.سی. در سال ۱۹۹۶ جزو حامیان کمک‌کننده ایفلا درآمد.